# تپه امامزاده کتی
تپه امامزاده کتی مربوط به هزاره اول قبل از میلاد است و در شهرستان قائم شهر، روستای جنید واقع شده و این اثر در تاریخ ۲۶ اردیبهشت ۱۳۵۶ با شمارهٔ ثبت ۱۴۰۵ به‌عنوان یکی از آثار ملی ایران به ثبت رسیده است.